# Archytas lobulatus
Archytas lobulatus är en tvåvingeart som beskrevs av Charles Howard Curran 1928. Archytas lobulatus ingår i släktet Archytas och familjen parasitflugor. Inga underarter finns listade i Catalogue of Life.